# Termes Vallis
La Termes Vallis è una struttura geologica della superficie di Marte.